# Droseraceae
Le Droseracee (Droseraceae Salisb., 1808) sono una famiglia di piante carnivore dell'ordine Caryophyllales.

## Tassonomia
La classificazione tradizionale (Sistema Cronquist) assegnava questa famiglia all'ordine Celastrales, mentre la moderna classificazione APG la inserisce nell'ordine Caryophyllales
La famiglia comprende i seguenti generi:
- Aldrovanda L.
- Dionaea J.Ellis
- Drosera L.

Il genere Drosophyllum, in passato inserito in questo raggruppamento, è in atto segregato in una famiglia a sé stante (Drosophyllaceae).

## Distribuzione e habitat

Aldrovanda
Dionaea
Drosera